# St. Peter (Wisconsin)
St. Peter – jednostka osadnicza w Stanach Zjednoczonych, w stanie Wisconsin, w hrabstwie Fond du Lac.